# Lê Dương Bảo Lâm
Lê Dương Bảo Lâm (sinh ngày 11 tháng 7 năm 1989), hay còn được biết đến với nghệ danh Dương Lâm, là một nam diễn viên, nghệ sĩ hài kiêm người dẫn chương trình truyền hình người Việt Nam.

## Tiểu sử
Lê Dương Bảo Lâm sinh ngày 11 tháng 7 năm 1989 tại Đồng Nai. Anh bắt đầu được khán giả biết đến khi tham gia và đạt thành tích Quán quân "Cười xuyên Việt" năm 2015.
Sau khi có giải thưởng lớn, cựu sinh viên trường Sân khấu Điện ảnh TP. HCM tích cực tham gia phim điện ảnh, sitcom, web drama và được công chúng yêu thích bởi lối diễn xuất dí dỏm, tự nhiên. Trước khi làm diễn viên, anh là người biểu diễn xiếc múa lửa.

## Tranh cãi
Vào tháng 6 năm 2019, trên YouTube bất ngờ xuất hiện video ghi lại cảnh Bảo Lâm múa võ với giang hồ để bảo vệ người dân trong lúc phát cơm từ thiện trước cổng Bệnh viện Ung Bướu Thành phố Hồ Chí Minh. Vụ việc này anh không lên tiếng. Tuy nhiên, công an đã xác minh vào cuộc điều tra. Khán giả cùng các nghệ sĩ cũng đã động viên, an ủi anh.

## Danh sách phim và chương trình tham gia

### Phim đã tham gia
- Cô nàng bướng bỉnh (2010)
- Cô dâu đại chiến vai học trò họa sĩ K'Linh (2011)
- Hot boy nổi loạn vai chàng trai đồng tính) (2011)
- Kẻ bội tình
- Vẫn hoài ước mơ vai Bảo Lâm (2012)
- Trại cá sấu
- Tôi yêu cô đơn
- Phim trường ma
- Điệp vụ chân dài
- Hợp đồng định mệnh vai Ông Sâm (lúc trẻ) (2016)
- Bí mật quý ông vai Ba/Bá (2018)
- Bố già vai "thánh" livetream (2021)
- Nhà bà Nữ vai Lê Minh Hổ (2023)
- Khi ta hai lăm (2023)
- Bộ tứ báo thủ (2025)

### Chương trình truyền hình
1. Cười xuyên Việt - THVL1 (thí sinh)
2. Ơn giời cậu đây rồi! - VTV3 (khách mời, phó phòng, trưởng phòng)
3. Một trăm triệu một phút - VTV3 (người chơi)
4. Siêu bất ngờ - HTV7 (người chơi)
5. Hội ngộ danh hài - HTV7 (diễn viên)
6. Đấu trường tiếu lâm - HTV7 (thí sinh)
7. Đoán đại đi - FPT Play (dẫn chương trình (dẫn cùng với Khả Như (mùa 1))
8. 7 Nụ cười Xuân - HTV7 (khách mời)
9. Người bí ẩn - HTV7 (người bí ẩn số 1 (Dương Lâm phá lấu Q.4) với câu hỏi Ai là người đóng 4 cây đinh bằng nắm đấm)
10. Người bí ẩn - HTV7 (khách mời)
11. Nhanh như chớp - HTV7 (người chơi)
12. Nhanh như chớp nhí (người chơi đội trưởng) - HTV2
13. Cao thủ đấu nhạc - HTV7 (người chơi)
14. Ngạc nhiên chưa? - HTV7 (người chơi, MC)
15. Đúng là một đôi - HTV7
16. Việt Nam tươi đẹp - HTV9
17. Ô hay gì thế này (người chơi (đội Hari Won)) - VTV3
18. Thách thức danh hài (thí sinh) - HTV7
19. Ký ức vui vẻ (khách mời) - VTV3
20. A! Đúng rồi (đội trưởng) - HTV7
21. Cặp đôi hài hước (thí sinh) - THVL1
22. Đấu trường âm nhạc (thủ lĩnh, MC) - THVL1
23. Quả cầu bí ẩn (người chơi) - VTV3
24. Nhanh như chớp (người chơi) - HTV7
25. Kỳ tài thách đấu (người chơi) - HTV7
26. Chọn ngay đi (diễn viên) - VTV3
27. Chọn ai đây - HTV7 (thành viên chính thức)
28. Sao Hỏa Sao Kim - HTV7 (Khách mời, thành viên chính)
29. Ai là bậc thầy chính hiệu? - VTV3 (người chơi của đội Lặng Thinh (với Thanh Hiền) & đội Vui Lắm Nha (với Bella Mai)
30. Ký ức ngọt ngào - THVL1 (MC khách mời (với Nguyên Khang)
31. Cơ hội đổi đời - HTV7 (người chơi)
32. 2 ngày 1 đêm - HTV7 (thành viên chính - người chơi)
33. Thời tới rồi - HTV7 (khách mời)
34. Ngạc nhiên chưa? (2022) - HTV7 (MC)
35. Mẹ ơi, con lên tivi - HTV7 (MC & Host)
36. Hành trình rực rỡ - VTV3 (thành viên chính-người chơi)
37. Đấu trường ẩm thực nhí - VTV9 (MC)
38. La cà hát ca - HTV7 (khách mời)
39. Nhà ta là nhất - VTV3 (MC)
40. Anh trai "say hi" - HTV2 (quản gia)
41. Bài hát của chúng ta - VTV3 (thuyền trưởng)
42. Tổ đội 102 (thành viên chính-người chơi)
43. Chiến sĩ quả cảm - VTV3 (chiến sĩ nhập vai)

## MV
- Vẻ đẹp 4.0 (Nguyễn Hải Phong) (Hồ Ngọc Hà) (vai Hoạn Thư) (2019)
- 72 phép thần thông (RIN9) (Ngô Kiến Huy, Yuno Bigboi, Masew) (vai tiên nữ) (2021)
- Sao hay ra dẻ quá (Nguyễn Đình Vũ) (Lê Dương Bảo Lâm) (2022)[a]
- Tất cả đứng im (RIN9) (Ngô Kiến Huy & HIEUTHUHAI) (2022)
- Noel đến cười lên nào (Long Họ Huỳnh) (Lê Dương Bảo Lâm) (2022)
- Tết trả hết (Hồ Phi Nal) (Lê Dương Bảo Lâm) (2023)[a]
- Oải cả chưởng (Nguyễn Đình Vũ) (Lê Dương Bảo Lâm)

## Giải thưởng
| Năm  | Giải thưởng            | Hạng mục                                      | Đề cử    | Kết quả | Ghi chú |
| ---- | ---------------------- | --------------------------------------------- | -------- | ------- | ------- |
| 2022 | TikTok Awards Việt Nam | Nhà sáng tạo nội dung người nổi tiếng của năm | Bản thân | Đề cử   |         |